# Hermandad de San Marcos
Los Hermanos de Marx (en alemán Marxbrüder) o Hermandad de San Marcos fue el nombre de una de las más notables organizaciones de espadachines alemanes del siglo XVI.

## Historia
El origen de la hermandad se remonta al siglo XV, aunque no se sabe con precisión cuándo fue fundada. Hans Talhoffer pudo haber sido uno de los primeros miembros de la hermandad, o incluso uno de sus fundadores (el león de San Marcos aparece representado en su escudo de armas en un manuscrito de 1459). El primer registro que se tiene de sus actividades es en 1474, cuando en una de sus reuniones anuales en Fráncfort eligieron a su Hauptmann. En 1487 Federico III de Habsburgo les concedió el monopolio sobre el título de "Maestro de la Gran Espada (Meister des Lagen Schwerts), lo que supuso su reconocimiento como gremio de esgrima. Este título era muy importante para los Lansquenetes, ya que les certíficaba como capaces de usar la Zweihänder, por lo que podían pasar a ser Doppelsöldner y recibir el doble de paga que un soldado normal.
En la primera referencia a la hermandad se les denomina como Hermandad de Nuestra Querida y Pura Señora Virgen María de Todos los Santos y Guerrera Celestial del Príncipe San Marcos (en alemán bruderschafft Unserere lieben frawen und der reynen Jungfrawen Marien vnd des Heiligen vnd gewaltsamen Hyemelfursten sanct Marcen). Después de su reconocimiento por parte de Federico, la hermandad fue normalmente denominada Marxbrüder, Bruderschaft des heiligen Marren, o Bruderschaft des St. Marco (Hermanos de Marx o Hermandad de San Marcos).
Anton Rast (Hauptmann en 1522) fue un reconocido miembro de la hermandad. En xilografías, algunas de Alberto Durero, y otras referencias, se muestran que la hermandad no solo se limitó a enseñar el uso y manejo de simples estoques. También eran maestros en el uso de la Zweihänder, el Bracamante, la Lanza, el Bastón y la Espada bastarda. El Dussack, siendo originariamente un arma de práctica, fue utilizado para entrenar el uso de armas reales de un solo filo como el Bracamante.
Una segunda hermandad de espadachines, la Federfechter, fue fundada en Praga en 1570 y reconocida por la ciudad de Fráncfort en 1575, a pesar de la oposición de los Hermanos de Marx. En 1607, la Federfechter recibió por parte de Rodolfo II, Emperador del Sacro Imperio Romano Germánico, los mismos privilegios que la Hermandad de San Marcos.
Un tercer gremio pudo haber sido la Lukasbrüder (Hermandad de San Lucas), pero nunca fue oficialmente reconocida, seguramente por estar más cerca de ser una sociedad de alborotadores que un gremio.
Los centros más importantes de Esgrima Antigua del siglo XVI en Alemania estaban en Fráncfort, Augsburgo y Núremberg.